# Quercus coutinhoi
Quercus coutinhoi là một loài thực vật có hoa trong họ Cử. Loài này được Samp. miêu tả khoa học đầu tiên năm 1910.